# Orry Van de Wauwer
Orry Van de Wauwer (Deurne, 1 maart 1988) is een voormalig Belgisch politicus voor CD&V.

## Levensloop
Van de Wauwer studeerde in 2011 af als bachelor in de politieke wetenschappen aan de Universiteit Antwerpen. Tijdens zijn studententijd was hij actief in de studentenvereniging EuropaKring Antwerpen, waarvan hij van 2009 tot 2010 preses was, en was hij van 2009 tot 2010 woordvoerder van het Antwerps Studentenoverleg. Van 2010 tot 2011 was hij ondervoorzitter van de overkoepelende studentenvereniging Unifac en van 2010 tot 2013 zetelde hij als vertegenwoordiger van de studenten in de raad van bestuur van de Universiteit Antwerpen. Als studentenjob was Van de Wauwer tien jaar lang redder aan zee.
Na het losbarsten van de vluchtelingencrisis was Van de Wauwer vrijwilliger in het vluchtelingenkamp de jungle in Calais. Hierna ving hij enkele Syrische vluchtelingen op bij hem thuis in Antwerpen.
Tijdens de aanslagen van 22 maart 2016 in Brussel was Van de Wauwer aan de slag op het partijsecretariaat van CD&V, boven het metrostation Maalbeek. Hij diende mee eerste hulp toe aan de slachtoffers in afwachting van de hulpdiensten.
Na zijn politieke carrière (zie onder) werd hij in oktober 2024 directeur van Pax Christi Vlaanderen. In 2025 werd Van de Wauwer  door het Vlaams Parlement benoemd tot bestuurder van het Vlaams Vredesinstituut.

## Politieke carrière
In 2005 werd hij lid van CD&V en was van 2007 tot 2013 voorzitter van de Jong CD&V-afdeling van Schilde en van 2011 tot 2013 politiek secretaris van de Christendemocratische Studenten in Antwerpen. Vervolgens was hij van 2013 tot 2015 voorzitter van de Jong CD&V-afdeling van de regio Voor- en Noorderkempen en zetelde hij van 2015 tot 2017 in het bureau van de nationale Jong CD&V-afdeling. Van 2014 tot 2017 was hij eveneens coördinator van Studio89 op de communicatiedienst van CD&V.
Van 2011 tot 2012 was Van de Wauwer gemeenteraadslid van Schilde. In 2014 verhuisde hij van Schilde naar de stad Antwerpen. 
Bij de Vlaamse verkiezingen van 25 mei 2014 stond Van de Wauwer als derde opvolger op de CD&V-lijst van de kieskring Antwerpen. In juli 2017 legde hij de eed af als Vlaams Parlementslid als opvolger van Caroline Bastiaens, die voltijds schepen van Antwerpen werd. Hij werd er lid van de commissie Cultuur, Jeugd Sport en Media, en volgde ook de toegankelijkheid van De Lijn en fietsveiligheid mee op, alsook het beleid rond gelijke kansen, integratie en diversiteit. Ook werd hij in januari 2019 door zijn partij als deelstaatsenator naar de Senaat gestuurd. Bij de Vlaamse verkiezingen van 26 mei 2019 stond Van de Wauwer op de vierde plaats in de kieskring Antwerpen. Hij werd herkozen met 5.436 voorkeurstemmen. Ook werd hij opnieuw aangesteld tot deelstaatsenator. Beide mandaten bleef hij uitoefenen tot in juni 2024. Ook zetelde Van de Wauwer van 2019 tot 2024 als plaatsvervangend lid in de Parlementaire Assemblees van de NAVO en de Organisatie voor Veiligheid en Samenwerking in Europa. Van de Wauwer was van 2023 tot 2024 ook districtsraadslid in het district Antwerpen.
In 2024 besloot hij niet meer op te komen bij de verkiezingen, zowel voor de parlementen als lokaal. Hij kon zich er niet in vinden dat er op de Vlaamse lijst in de provincie Antwerpen geen goede plaatsen waren voor kandidaten uit de stad Antwerpen. Hij zag in de partij meer aandacht voor het platteland dan voor de stad. Uiteindelijk besloot hij lokaal toch op te komen, op de voorlaatste plaats op de Antwerpse CD&V-lijst. Hij raakte echter niet verkozen.

## Privé
Van de Wauwer is openlijk homoseksueel. Op de Belgian Pride van 20 mei 2017 trouwde Van de Wauwer met zijn echtgenoot Steve.

## Onderscheidingen
Van de Wauwer is Ridder in de Leopoldsorde.